# Purwa
Purwa là một thị xã và là một nagar panchayat của quận Unnao thuộc bang Uttar Pradesh, Ấn Độ.

## Địa lý
Purwa có vị trí 26°28′B 80°47′Đ / 26,47°B 80,78°Đ Nó có độ cao trung bình là 129 mét (423 feet).

## Nhân khẩu
Theo điều tra dân số năm 2001 của Ấn Độ, Purwa có dân số 21.195 người. Phái nam chiếm 51% tổng số dân và phái nữ chiếm 49%. Purwa có tỷ lệ 54% biết đọc biết viết, thấp hơn tỷ lệ trung bình toàn quốc là 59,5%: tỷ lệ cho phái nam là 62%, và tỷ lệ cho phái nữ là 45%. Tại Purwa, 15% dân số nhỏ hơn 6 tuổi.